# Agnes Torres
Agnes Torres o Agnés Torres (Tehuacán, Puebla, 23 de marzo de 1983 – 9 de marzo de 2012) fue una psicóloga, investigadora, conferencista y activista transgénero mexicana, defensora de los derechos humanos de la comunidad LGBT.
Agnes trabajó activamente por el reconocimiento legal de la identidad sexogenérica de las personas trans en México. Fue asesinada en marzo de 2012 en Atlixco, Puebla. A su muerte, el Congreso local incorporó al Código de Defensa Social de Puebla el término «crimen de odio» como agravante de un asesinato por cuestiones de género u orientación sexual.

## Biografía
Cursó la licenciatura en Psicología en la Universidad Veracruzana, graduándose con mención honorífica en 2001. Sin embargo, nunca pudo recoger su título universitario con su identidad sexogenérica debido a que la ley impedía expedir el documento con el nombre de Agnes en lugar de su nombre anterior.
En mayo de 2014, la Universidad Veracruzana le otorgó un reconocimiento post mortem por su trayectoria académica y de activismo social.

### Activismo
Agnes defendía el derecho de rectificación en las actas de nacimiento. Colaboró con la organización Humana Nación Trans, que busca el reconocimiento y respeto de las personas transgénero y transexuales a nivel nacional. Fue también colaboradora de organizaciones como la Red Democracia y Sexualidad (DEMYSEX) y Erósfera en Puebla.
En 2010, interpuso una demanda ante el Consejo Nacional para Prevenir la Discriminación (Conapred) en contra de Javier López Zavala, entonces candidato del Partido Revolucionario Institucional por la gubernatura de Puebla, debido a que el político utilizó frases despectivas en relación con el cambio de sexo durante un debate electoral.

## Crimen de odio
De acuerdo con informes de la Procuraduría de Justicia del Estado de Puebla, el cuerpo de Agnes Torres, de 28 años de edad, fue encontrada en una barranca de la autopista siglo XXI el 10 de marzo de 2012 con rastros de tortura. Por la violencia con la que fue perpetrada, el asesinato de Agnes Torres fue considerado un crimen de odio y un asesinato por transfobia.
Ante el crimen, se realizaron marchas en el estado de Veracruz –donde Agnes estudió–, así como en Puebla y el Distrito Federal, convocadas a través del hashtag #AgnesTorres como parte de un movimiento en redes sociales contra los crímenes de odio.

### Proceso penal
La Procuraduría General de Justicia de Puebla detuvo en 2012 a cuatro presuntos responsables del homicidio de Agnes, mientras que un quinto implicado –Jorge Flores Zechinelli, acusado de ser el autor material del crimen y expareja sentimental de Agnes– seguía prófugo.
En agosto de 2018, tres de los responsables del crimen fueron sentenciados por homicidio calificado y robo de vehículo. Marco Antonio Berra Spezzia, alias ‘El Tony’ y Luis Fernando Bueno Mozzoco, alias ‘El Huicho’ fueron sentenciados a 35 años de prisión, mientras que Agustín Flores Zechinelli, a 23 años. Así mismo, un juez ordenó una investigación en contra de Juan Luis Galán Ruiz, titular de la Agencia Estatal de Investigación, por no ejecutar la orden de aprehensión en contra de Flores Zechinelli –girada en 2012– a pesar de existir indicios de su presencia en Chipilo, Puebla.
Después de siete años prófugo, el 9 de diciembre de 2019 fue detenido Jorge Flores Zechinelli en el municipio de Villa Aldama, Veracruz.
El 6 de julio de 2022, Jorge Flores fue sentenciado a 45 años de prisión por los delitos de homicidio calificado y robo de vehículo agravado.

## Legado
El Congreso de Puebla aprobó en junio de 2012 una modificación al Código de Defensa Social, incorporando el término «crimen de odio» como agravante en un homicidio por género u orientación sexual. La reforma aumentó la condena hasta por 13 años de cárcel a las personas que cometan asesinato contra mujeres o miembros de la comunidad LGBTTTI. La iniciativa fue aprobada como consecuencia del homicidio de Agnes.
En mayo de 2014, dos años después de su asesinato, en el marco de la conmemoración del Día Nacional de la Lucha contra la Homofobia, la Universidad Veracruzana realizó un reconocimiento post mortem, en memoria por la labor que realizó Agnes como defensora de los derechos de la comunidad LGBT.
En diciembre de 2019, Claudia Rivera Vivanco, alcaldesa de Puebla, develó una placa en honor a Agnes Torres, la cual fue reinaugurada el 23 de marzo de 2021 en el camellón del bulevar 5 de mayo, a la altura de la 31 oriente.

### Reforma “Agnes Torres”
La muerte de Agnes generó debates sobre la homofobia y la transfobia no solo en Puebla sino en el resto del país. Diversas organizaciones poblanas presentaron en 2013 la “Reforma Agnes Torres” para que el Congreso del Estado de Puebla modificara su cuerpo legal y permitirle a las personas trans obtener un estatus legal acorde con su identidad sexogenérica. Los artículos que incluían las modificaciones de la "Reforma Agnes Torres" son 831, 931, 932 y 935 del Código Civil de Puebla, así como el 751 del Código de Procedimientos Civiles.
En marzo de 2015, los diputados de la LXI Legislatura del Congreso del Estado de Puebla no incluyeron dentro de la agenda de las discusiones la Ley Agnes Torres. La diputada del Partido de la Revolución Democrática (PRD), Socorro Quezada Tiempo, comentó que "no existen las condiciones" para poder someter a discusión la Ley Agnes debido a "los actores políticos que se rehúsan a tratar este tema".
En el año 2016 la diputada local por el PRD, Socorro Quezada Tiempo, presentó la iniciativa de reforma al Código Civil "Agnes Torres" ante la LXIX Legislatura del estado de Puebla, en la misma sesión la diputada del Partido Verde, Geraldine González, propuso una reforma al Código Penal del Estado para considerar como discriminación la prohibición de no querer otorgar la identidad de género de manera legal. Ambas quedaron en "la congeladora".
Durante las campañas electorales del 2018, el Observatorio Ciudadano de Derechos Sexuales y Reproductivos AC (Odesyr) presentó su agenda legislativa donde volvió a incluir la Iniciativa Agnes Torres para la aprobación de la reforma. Dicha agenda fue suscrita por candidatas y candidatos del PRI, Juntos Haremos Historia y el Partido Verde. 

La ley que garantiza el derecho a la identidad de las personas trans fue aprobada en Puebla el 25 de febrero de 2021, luego de 10 años de lucha de colectivos y la sociedad civil. La sesión del congreso local en la cual se aprobó la iniciativa, inició con un minuto de silencio en memoria de Agnes Torres. Las reformas al Código civil fueron aprobadas con 34 votos a favor y seis abstenciones. Durante la sesión, el legislador Héctor Alonso Granados hizo comentarios transfóbicos. Un día antes de la sesión, la hermana de Agnes, Gisela Torres, señaló: 
Cuando mi hermana [Agnes Torres] fue asesinada, estaba cabildeando la reforma de ley que hoy lleva su nombre, [la cual buscaba que] el derecho de las personas trans [sea] reconocido legalmente. 